# 5 000 mètres masculin aux Jeux olympiques d'été de 2012
Navigation
Pékin 2008 Rio 2016
L'épreuve du 5 000 mètres masculin aux Jeux olympiques de 2012 a lieu le 8 pour les séries et le 11 août pour la finale dans le stade olympique de Londres.
Les limites de qualification sont de 13 min 20 s 00 pour la limite A et de 13 min 27 s 00 pour la limite B.

## Programme
Tous les temps correspondent à l'UTC+1
| Date                 | Horaire | Manche |
| -------------------- | ------- | ------ |
| Mercredi 8 août 2012 | ?       | Séries |
| Samedi 11 août 2012  | ?       | Finale |

## Records
Avant cette compétition, les records dans cette discipline étaient les suivants :
| Record du monde  | 12 min 37 s 35 | Kenenisa Bekele | Éthiopie | 31 mai 2004  | Hengelo |
| Record olympique | 12 min 57 s 82 | Kenenisa Bekele | Éthiopie | 23 août 2008 | Pékin   |

## Médaillés
| Or            | Argent            | Bronze                  |
| Mohamed Farah | Dejen Gebremeskel | Thomas Pkemei Longosiwa |

## Résultats

### Finale (11 août)
| Place              | Athlète           | Nationalité     | Temps          | Notes |
| ------------------ | ----------------- | --------------- | -------------- | ----- |
| Médaille d'or      | Mohamed Farah     | Grande-Bretagne | 13 min 41 s 66 |       |
| Médaille d'argent  | Dejen Gebremeskel | Éthiopie        | 13 min 41 s 98 |       |
| Médaille de bronze | Thomas Longosiwa  | Kenya           | 13 min 42 s 36 |       |
| 4                  | Bernard Lagat     | États-Unis      | 13 min 42 s 99 |       |
| 5                  | Isiah Koech       | Kenya           | 13 min 43 s 83 |       |
| 6                  | Abdalaati Iguider | Maroc           | 13 min 44 s 19 |       |
| 7                  | Galen Rupp        | États-Unis      | 13 min 45 s 04 |       |
| 8                  | Juan Luis Barrios | Mexique         | 13 min 45 s 30 |       |
| 9                  | Hayle Ibrahimov   | Azerbaïdjan     | 13 min 45 s 37 |       |
| 10                 | Lopez Lomong      | États-Unis      | 13 min 48 s 19 |       |
| 11                 | Hagos Gebrhiwet   | Éthiopie        | 13 min 49 s 59 |       |
| 12                 | Yenew Alamirew    | Éthiopie        | 13 min 49 s 68 |       |
| 13                 | Mumin Gala        | Djibouti        | 13 min 50 s 26 |       |
| 14                 | Cameron Levins    | Canada          | 13 min 51 s 87 |       |
| 15                 | Moses Kipsiro     | Ouganda         | 13 min 52 s 25 |       |

### Séries (8 août)

#### Série 1
| Place | Athlète                 | Pays            | Temps          | Notes |
| ----- | ----------------------- | --------------- | -------------- | ----- |
| 1     | Hayle Ibrahimov         | Azerbaïdjan     | 13 min 25 s 23 | Q     |
| 2     | Isiah Kiplangat Koech   | Kenya           | 13 min 25 s 64 | Q     |
| 3     | Mohamed Farah           | Grande-Bretagne | 13 min 26 s 00 | Q     |
| 4     | Lopez Lomong            | États-Unis      | 13 min 26 s 16 | Q     |
| 5     | Hagos Gebrhiwet         | Éthiopie        | 13 min 26 s 16 | Q     |
| 6     | Edwin Cheruiyot Soi     | Kenya           | 13 min 27 s 06 |       |
| 7     | Arne Gabius             | Allemagne       | 13 min 28 s 01 |       |
| 8     | Daniele Meucci          | Italie          | 13 min 28 s 71 |       |
| 9     | Moukheld Al-Outaibi     | Arabie saoudite | 13 min 31 s 47 |       |
| 10    | Bilisuma Shugi          | Bahreïn         | 13 min 31 s 84 |       |
| 11    | Hassan Hirt             | France          | 13 min 35 s 36 |       |
| 12    | Yuki Sato               | Japon           | 13 min 38 s 22 |       |
| 13    | David McNeill           | Australie       | 13 min 45 s 88 |       |
| 14    | Olivier Irabaruta       | Burundi         | 13 min 46 s 25 |       |
| 15    | Aziz Lahbabi            | Maroc           | 13 min 47 s 57 |       |
| 16    | Amanuel Mesel           | Érythrée        | 13 min 48 s 13 | SB    |
| 17    | Collis Birmingham       | Australie       | 13 min 50 s 39 |       |
| 18    | Serhiy Lebid            | Ukraine         | 13 min 53 s 15 |       |
| 19    | Geofrey Kusuro          | Ouganda         | 13 min 59 s 74 | SB    |
| 20    | Hussain Jamaan Alhamdah | Arabie saoudite | 14 min 00 s 43 |       |
| 21    | Rene Herrera            | Philippines     | 14 min 44 s 11 | PB    |
| −     | Teklemariam Medhin      | Érythrée        | DNS            |       |

#### Série 2
| Place | Athlète                   | Pays            | Temps          | Notes |
| ----- | ------------------------- | --------------- | -------------- | ----- |
| 1     | Dejen Gebremeskel         | Éthiopie        | 13 min 15 s 15 | Q     |
| 2     | Yenew Alamirew            | Éthiopie        | 13 min 15 s 39 | Q     |
| 3     | Thomas Pkemei Longosiwa   | Kenya           | 13 min 15 s 41 | Q     |
| 4     | Bernard Lagat             | États-Unis      | 13 min 15 s 45 | Q     |
| 5     | Abdalaati Iguider         | Maroc           | 13 min 15 s 49 | Q     |
| 6     | Galen Rupp                | États-Unis      | 13 min 17 s 56 | q     |
| 7     | Moses Ndiema Kipsiro      | Ouganda         | 13 min 17 s 68 | q     |
| 8     | Cameron Levins            | Canada          | 13 min 18 s 29 | q, PB |
| 9     | Juan Luis Barrios         | Mexique         | 13 min 21 s 01 | q     |
| 10    | Mumin Gala                | Djibouti        | 13 min 21 s 21 | q, SB |
| 11    | Abrar Osman Adem          | Érythrée        | 13 min 24 s 40 |       |
| 12    | Nick McCormick            | Grande-Bretagne | 13 min 25 s 70 |       |
| 13    | Polat Kemboi Arikan       | Turquie         | 13 min 27 s 21 |       |
| 14    | Rabah Aboud               | Algérie         | 13 min 28 s 38 |       |
| 15    | Abraham Kiplimo           | Ouganda         | 13 min 31 s 57 |       |
| 16    | Craig Mottram             | Australie       | 13 min 40 s 24 |       |
| 17    | Alistair Ian Cragg        | Irlande         | 13 min 47 s 01 |       |
| 18    | Soufiyan Bouqantar        | Maroc           | 13 min 47 s 63 |       |
| 19    | Javier Carriqueo          | Argentine       | 13 min 57 s 07 | SB    |
| 20    | Abdullah Abdulaziz Aljoud | Arabie saoudite | 14 min 11 s 12 |       |
| 21    | Ruben Sança               | Cap-Vert        | 14 min 35 s19  |       |

## Légende
Records et Performances
- AR : Record continental (area record)
- CR : Record des championnats (championship record)
- MR : Record du meeting (meet record)
- NR : Record national (national record)
- OR : Record olympique (olympic record)
- PR : Record paralympique (paralympic record)
- PB : Record personnel (personal best)
- SB : Meilleure performance personnelle de la saison (season's best)
- WL : Meilleure performance mondiale de l'année (world leader)
- WJR : Record du monde junior (world junior record)
- WR : Record du monde (world record)

Circonstances et Conditions
- DNF : N'a pas terminé (did not finish)
- DNS : N'a pas pris le départ (did not start)
- DQ : Disqualification (disqualification)
- NM : Aucun essai valable enregistré (No Mark)
- Q : Qualifié « directement » au prochain tour (ou à la prochaine compétition), lors d'une compétition majeure, grâce au classement ou à la réalisation des minima (automatic qualifier)
- q : Qualifié au prochain tour (ou à la prochaine compétition), lors d'une compétition majeure, grâce au repêchage ou à la réalisation de l'une des meilleures performances parmi celles des « non qualifiés directement » (grâce au meilleur temps ou à la meilleure distance par exemple) (secondary qualifier)